# James H. Kyle
James H. Kyle (Cedarville, 1854. február 24. – Aberdeen, 1901. július 1.) az Amerikai Egyesült Államok szenátora (Dél-Dakota, 1891–1901).